# Klap van Wittem

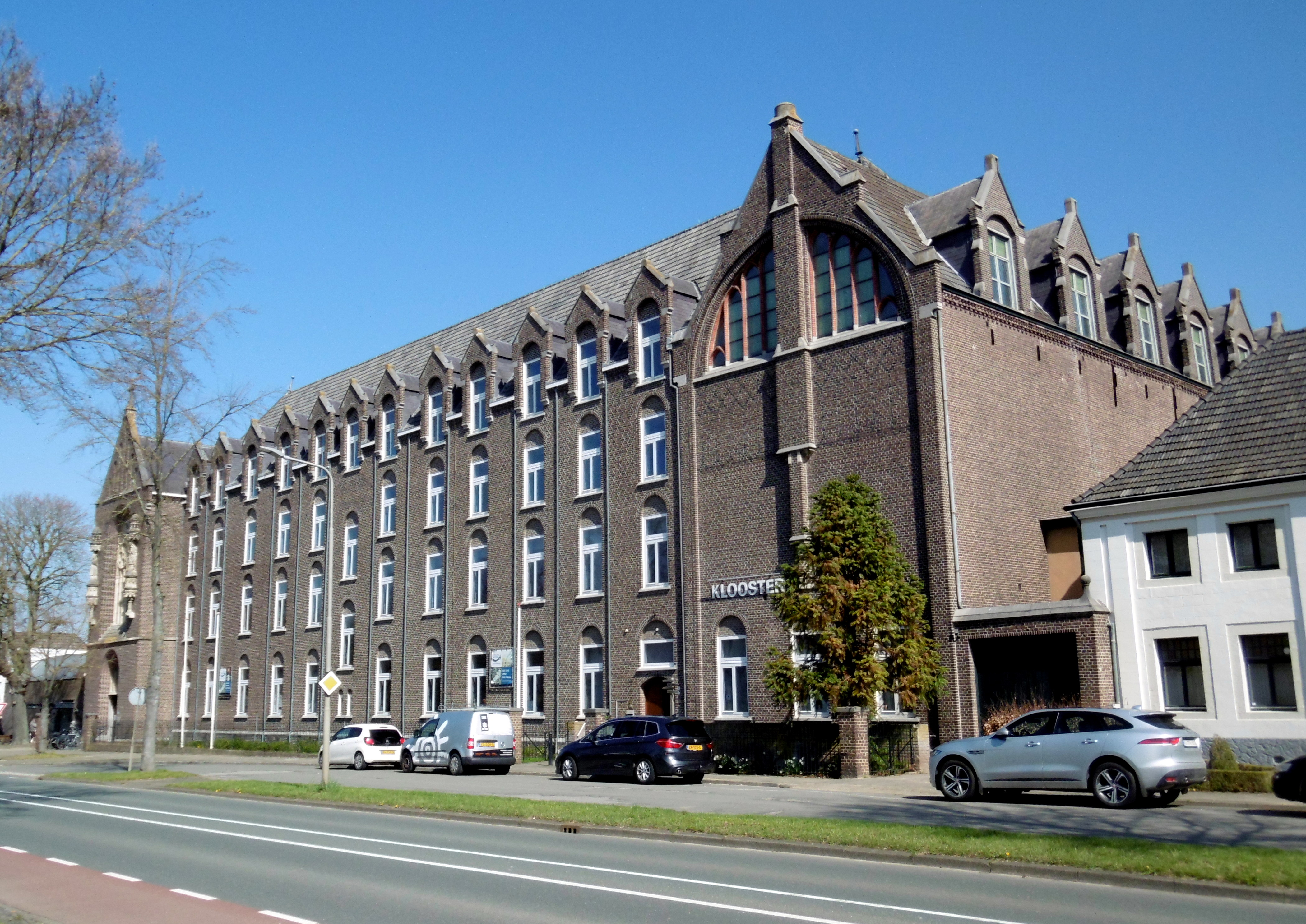
Het redemptoristenklooster te Wittem in 2023

De Klap van Wittem was een actie van de Duitse bezetters in Nederland in juli 1944 te Wittem in Zuid-Limburg. 
Daarbij werden precies een maand na het Verraad van Weert, waar bij een der arrestanten een briefje was aangetroffen met de naam van pater Bernard Baars van het klooster van de paters Redemptoristen te Wittem dat de Duitsers op het spoor had gezet, middels verraad door een pseudo-deserteur in één keer meerdere leden van het Nederlandse verzet werden opgepakt en gedeporteerd.
Door toedoen van een Duitse agent-provocateur, een officier van de Luftwaffe die met een sluwe list wist te infiltreren, werden op 21 juli 1944 tien kopstukken van het Limburgse verzet, district Gulpen, gevangengenomen. 
Dit was minder dan twee maanden na de geallieerde landing in Normandië. Op dat moment begon het er voor de Duitsers op meerdere fronten tegelijkertijd inmiddels minder rooskleurig uit te zien en zowel het optreden tegen verzetsgroepen als ook de represailles tegen onschuldige burgers werden steeds rücksichtloser.
Na de Bevrijding zou deze actie, die een flinke aderlating betekende voor het regionale verzet, bekend worden als de Klap van Wittem en als het Verraad van Wittem. 

## Toedracht
Een Duitse onderofficier, die in het klooster van de paters Redemptoristen te Wittem werd verpleegd, veinsde oorlogsmoe te zijn en te willen onderduiken om zich aan de strijd te onttrekken. 
Dit bleek echter een undercover-operatie van de Duitsers te zijn: vervolgens verraadde deze officier namelijk de leden van de verzetsgroep die hem hulp hadden geboden, allen werden opgepakt. Onder hen bevonden zich ook meerdere vooraanstaande leiders van het Limburgse verzet. 

## Slachtoffers
De gevangenen betroffen de volgende leden van het verzet: 
- Paul Horbach,
- Hubertus Hamers,
- pater Bernhard “Jacques”  (Bernhardus Johannes) Baars C.s.s.R. uit Wittem,
- Sjeng Bischof,
- Ermilius Antonius Hubertus Maria Merckelbach,
- kapelaan Leo Penders,
- de onderwijzer Johannes H. Ortmans uit Wahlwiller,
- kapelaan Huub Houben uit Epen,
- onderduiker Gerard Pirovano uit Delft,
- Sjeng van Houtem.

Zeven van de gevangenen zouden niet meer terugkeren  uit de concentratiekampen waarheen ze werden afgevoerd (onder meer de beruchte kampen Buchenwald, Neugengamme en Bergen-Belsen of werden tewerkgesteld in de Heinkel-fabrieken; twee districtsleiders werden op 5 september 1944 in Valkenburg gefusilleerd.
Later zou ook de Nederlandse paragnost Peter Hurkos zich bemoeien met de speurtocht naar de lotgevallen van de nimmer teruggekeerde, als vermist opgegeven arrestanten.

## Bestraffing
Na het uitzitten van zijn straf in Nederland werd op 4 april 1960 de voor deze Duitse actie tegen het verzet verantwoordelijke oorlogsmisdadiger Richard Nitsch uitgezet naar Duitsland. Hij was de voormalig chef van de Duitse Sicherheitsdienst te Maastricht, die tijdens de Bezetting onder collega´s "De Koppensneller" en in  naoorlogse kranten "De schrik van Limburg" werd genoemd. Tijdens de Bezetting had hij een schrikbewind gevoerd in Zuid-Limburg, waarbij hij de reputatie verwierf van berucht ondervrager, die vele van zijn gevangenen mishandelde. Naarmate de oorlog vorderde, gebruikte hij steeds meer geweld. 
In de tegen Nitsch in Nederland gevoerde strafzaak werd de doodstraf geëist. In november 1948 werd hij tot levenslang veroordeeld vanwege oorlogsmisdrijven. De rechter verklaarde voor bewezen dat hij een tiental Nederlanders had laten fusilleren en betrokken was geweest bij meerdere martelingen. Tijdens het proces tegen hem bleek Nitsch over een ijzeren geheugen te beschikken. Hij herinnerde zich bijna alle zaken en wist nog vele details. Hij was gedetineerd in de Koepelgevangenis van Breda en had in 1960 volgens de toen geldende regeling twee derde van zijn straf uitgezeten en werd vervolgens ongewenst verklaard en naar het toenmalige West-Duitsland uitgezet. De toegang tot Nederland werd hem verboden. In Duitsland leefde hij daarna nog dertig jaar als vrij man.

## Monument
In het Schweibergerbos bevindt zich een monument voor de verraden Limburgse verzetsgroep.